# Ангулем (футбольний клуб)
«Ангулем» (фр. Angoulême CFC) — французький футбольний клуб з однойменного міста, заснований в 1920 році. Домашні матчі проводить на «Стад Каміль-Лебон».
На початку 70-х років 20-го століття «Ангулем» грав у вищому французькому дивізіоні. Всього у елітному дивізіоні «Ангулем» провів 3 сезони, останнім з яких став сезон 1971/72. Найкращий результат клубу в чемпіонатах Франції — 4 місце в сезоні 1969/70. Цей успіх дозволив команді взяти участь в Кубку ярмарків. У 1980-ті роки клуб втратив професіональний статус і з того часу виступає в нижчих регіональних аматорських лігах.

## Історія
Клуб був заснований у 1920 році під назвою SC Angoulême, а у 1925 році клуб змінив назву на AS des Charentes. У 1945 році клуб отримав професіональний статус і став виступати у другому дивізіоні, втім найбільших результатів команда здобула у Кубку Франції, дійшовши до півфіналу у сезоні 1946/47 років. Після трьох сезонів у другому дивізіоні клуб повернувся у французький аматорський чемпіонат.
У 1965 році клуб, повернувши свою стару назву SC Angoulême, відновив свій професіональний статус, а в 1969 році команда вперше вийшла до вищого французького дивізіону, де виступала наступні три сезони до 1972 року. У історичному першому сезоні клуб сенсаційно зайняв високе четверте місце, завдяки чому отримав право на наступний сезон зіграти у Кубку ярмарків. Там у першому раунді, «Ангулем» грав проти до португальської «Віторії» (Гімарайнш), поступившись за сумою двох матчів (3:1, 0:3).
У наступні два сезони клуб зайняв 16-е і 20-е місце в чемпіонаті, після чого вилетів з вищого дивізіону. У 1984 році клуб вилетів і з другого дивізіону і втратив свій професіональний статус і в подальшому став виступати виключно в нижчих аматорських лігах.

## Досягнення
- Регіональна ліга Центральний Захід
  -  Чемпіон (16): 1923, 1924, 1934, 1935, 1937, 1938, 1939, 1942, 1945, 1980 (рез.), 1980 (рез.), 1986 (рез.), 1998 (рез.), 2002 (рез.), 2007, 2013.

## Статистика у вищому дивізіоні
| Сезон     | М  | І  | В  | Н  | П  | ГЗ | ГП | РГ  | О  | Досягнення              |
| 1969/1970 | 4  | 34 | 12 | 14 | 8  | 53 | 43 | +10 | 38 | Вихід до Кубка ярмарків |
| 1970/1971 | 16 | 38 | 10 | 12 | 16 | 30 | 47 | -17 | 32 |                         |
| 1971/1972 | 20 | 38 | 8  | 7  | 23 | 39 | 85 | -46 | 23 | Виліт у Дивізіон 2      |